# کی ام سی شدو
کی‌ام‌سی شدو یک هاچبک کامپکت است و دومین خودروی بومی کرمان موتور به شمار می‌رود که تحت برند کی‌ام‌سی (KMC, Kerman Motor Company) تولید می‌شود.

## نام
نام این خودرو از کلمه‌ی انگلیسب SHADOW به معنای سایه برگرفته شده است. 

## ویژگی‌های فنی

### سکو
این خودرو بر اساس سکوی PS1 (مورد استفاده در جک جی۴ و جک اس۳ و کی‌ام‌سی ایگل) طراحی و توسعه یافته است. سیستم تعلیق در جلو و عقب نیز به ترتیب از نوع مک فرسون و توییست بیم است.

### پیشران
شدو در نسخه بنزینی مشخصات فنیِ مشابه با ایگل دارد. این خودرو به یک پیشرانه ۱٫۵ لیتری تنفس طبیعی با ۱۰۴ اسب بخار قدرت و ۱۳۷ نیوتن متر گشتاور مجهز است که طبق استاندارد یورو ۵ توسعه یافته است. جعبه دنده در آن از نوع اتوماتیک CVT است. 

### ترمز‌ها
ترمزهای خودرو در هر دو محور جلو و عقب از نوع دیسکی بوده و مجهز به سامانه‌های ایمنی مختلف از قبیل ABS+EBD و… هستند.

## امکانات و آپشن‌ها
در فهرست تجهیزات این هاچ‌بک ایرانی امکاناتی نظیر چراغ‌های جلو و عقب با فناوری LED، سان رووف، سنسور نور، دی‌لایت، آینه‌های جانبی برقی همراه با گرم‌کن، تنظیم فرمان در دو جهت، کلیدهای کنترل سیستم صوتی روی غربیلک فرمان، کروز کنترل، کلاستر دیجیتال، روکش صندلی‌های چرمی، کامپیوتر سفری، سیستم پخش مجهز به پورت USB و بلوتوث با شش بلندگو، خروجی برق ۱۲ ولت برای سرنشینان عقب، شارژر بیسیم، تریم داخلی دو رنگ، دو کیسه هوای جلو، سیستم ترمز ضد قفل ABS و EBD، سامانه کنترل پایداری، ایزوفیکس، حسگر فشار باد تایرها، سنسور پارک عقب و قفل شدن اتوماتیک درها دیده می‌شود.